# Wahlen 1905
◄◄ | ◄ | 1901 | 1902 | 1903 | 1904 | Wahlen 1905 | 1906 | 1907 | 1908 | 1909 | ► | ►►

Weitere Ereignisse
Folgende Wahlen fanden im Jahre 1905 statt:
- am 16. Juni Wahlen zur Zweiten Kammer der Generalstaaten der Niederlande
- am 12. Dezember Parlamentswahlen in Portugal
- Wahl zur Kammer der Abgeordneten im Königreich Bayern, 18. Wahlperiode